# Карабурунска крепост
Карабурунската крепост (на гръцки: Το φρούριο Αγγελοχωρίου) е важно укрепление на гръцкото беломорско крайбрежие. Намира се пред Карабурунския фар на нос Голям Карабурун (Мегало Емволо) на Солунския залив, край село Ангелохори, дем Солунски залив в административна област Централна Македония.
Крепостта е издигната на скалистия бряг в периода 1883 - 1885 година по османска поръчка от немски инженери. Крепостта е една от най-важните, построени в Османската империя в Солунско.